# Anhangueridae
Anhangueridae é uma família de Pterossauros Ornithocheiroideos do clado Lanceodontia que viveram durante o período cretáceo, e seus fósseis foram encontrados no Brasil, Inglaterra, Estados Unidos, China, Marrocos e Austrália.
O Anhanguerídeo mais antigo, Coloborhynchus, data do Valanginiano (193 milhões de anos) e o último, Ferrodraco, data do Cenomaniano tardio (93 milhões de anos), do início do Cretáceo Inferior ao início do Cretáceo Superior. A origem do grupo provavelmente data do Jurássico Superior e sua extinção coincide com o evento anóxico do Cenomaniano-Turoniano, onde todos os pterossauros com dentes foram extintos, junto com alguns grupos de dinossauros.
Os anhanguerídeos são divididos em três subfamílias: Tropeognathinae, Coloborhynchinae e Anhanguerinae.

## Descrição
Os Anhanguerídeos apresentam corpos relativamente comuns dentre os pterossauros, pouco adaptados a vida terrestre, em oposição aos Tapejaróideos. As características mais marcantes dos Anhangueridae estão no crânio. Os crânios desses animais possuem um formato alongado e normalmente apresentam cristas na ponta do focinho, que variam grandemente entre os táxons. Alguns gêneros apresentam ornamentações na região posterior do crânio, como Ludodactylus e Guidraco, muito semelhantes aos Pteranodontia.
A dentição desse grupo é claramente adaptada a uma vida piscívora, e possuem características em comum com crocodilianos e espinossaurídeos.
Em questão de envergadura, a maioria se encontrava entre 4,5 metros e 6 metros, porém Tropeognathus se destacava por alcançar 8,5 metros, um tamanho impressionante que só é superado pelos Azdarquídeos do Cretáceo Superior.

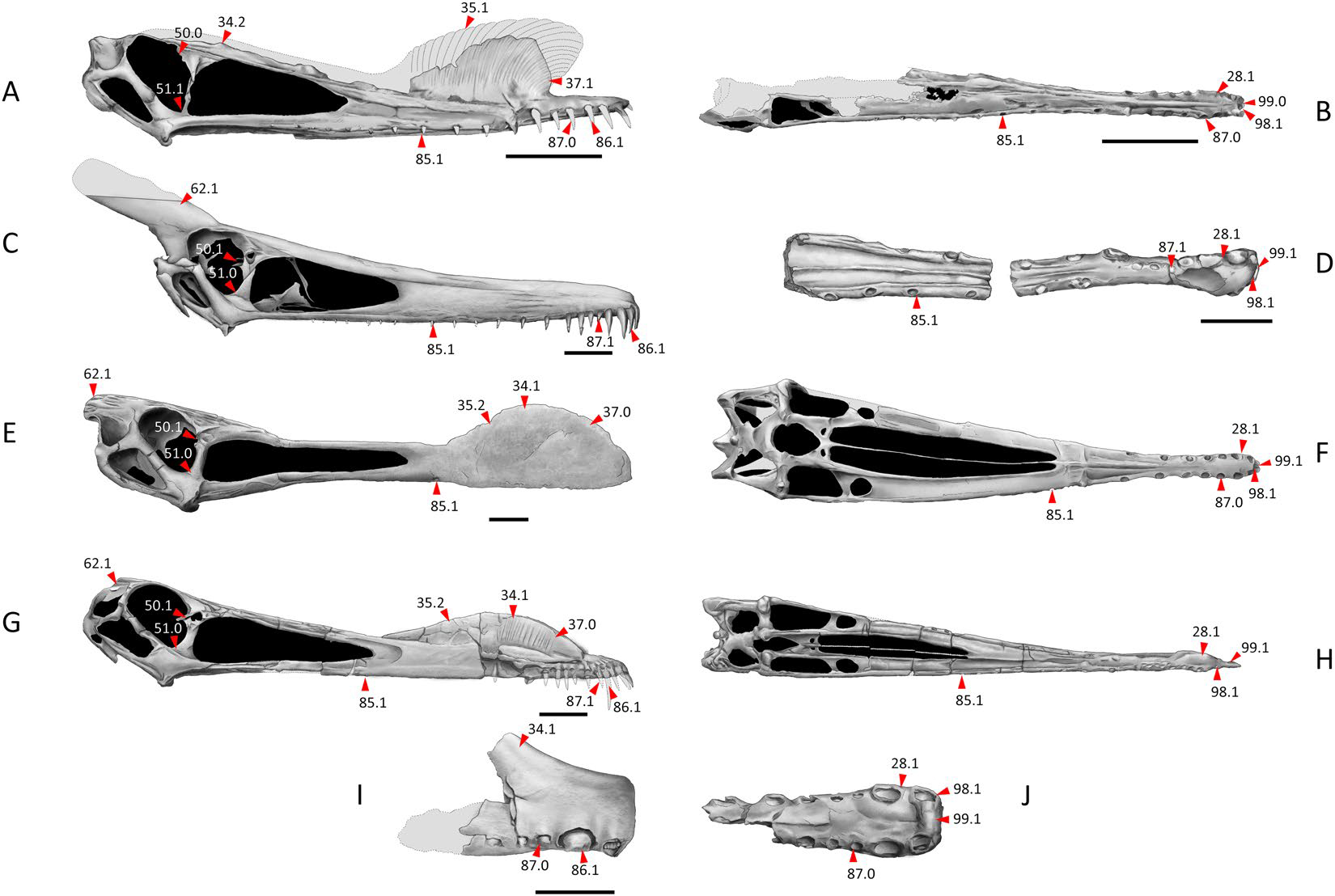
Crânios de vários Anhangueria.

## Distribuição

### América do Sul
Até o momento, todos Anhangueridae descritos da América do Sul foram encontrados no Brasil, principalmente dos Lagerstätten Romualdo e Crato, do grupo Santana da Chapada do Araripe. Os táxons incluem os anhanguerinae Ludodactylus, Cearadactylus, Maaradactylus e Anhanguera e o tropeognathinae Tropeognathus.

### África
Fósseis encontrados no Marrocos foram classificados confidentemente como Siroccopteryx, um tropeognathinae. Além desses, vários fósseis possivelmente atribuíveis a Anhanguera, Coloborhynchus e Nicorhynchus, porém não podem ser levados com total certeza.

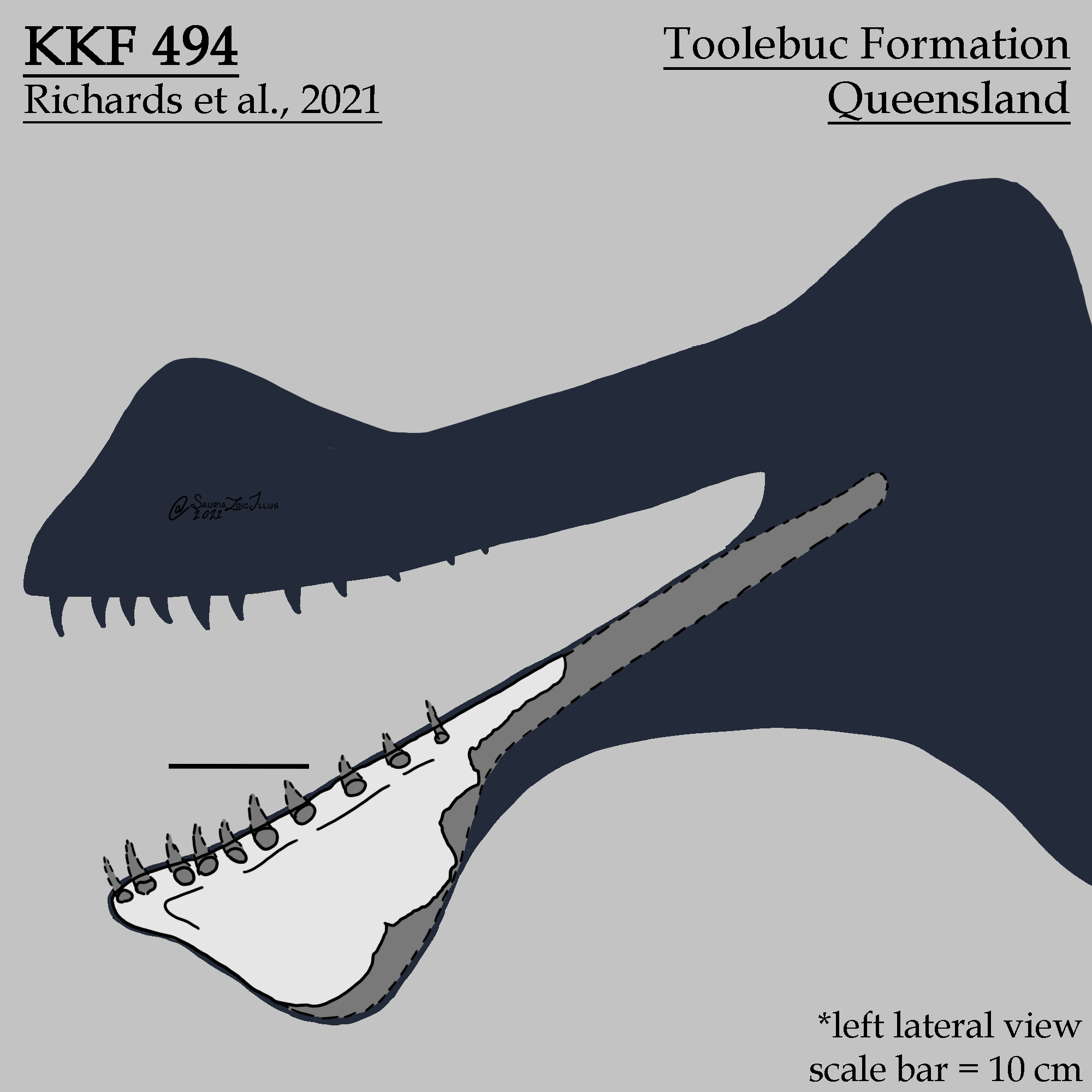
Holótipo de Thapunngaka shawi, um Tropeognathinae da Austrália.

### Europa
Vários tipos de Anhangueridae são conhecidos da Inglaterra, como o tropeognathinae Amblydectes, os coloborhynchinae Aerodraco, Coloborhynchus, Nicorhynchus e Uktenadactylus e o Anhanguerinae Caulkicephalus.

### América do Norte
O gênero Uktenadactylus foi originalmente descoberto da formação Paw Paw, no Texas, Estados Unidos da América.

### Ásia
Os gêneros Guidraco e Liaoningopterus são atribuídos a subfamília anhanguerinae.

### Oceania
Na Austrália, pelo menos três gêneros de tropeognathinae são conhecidos da Austrália: Mythunga, Ferrodraco e Thapunngaka.

## Classificação e Filogenia
Recentemente a filogenia interna dos Anhanguerídeos foi relativamente resolvida, encontrando a mesma topologia.
Cladograma por Holgado e Pêgas:
|  | Siroccopteryx |
|  |               |
|  | Tropeognathus |
|  |               |

|  | Mythunga    |
|  |             |
|  | Ferrodraco  |
|  |             |
|  | Thapunngaka |
|  |             |

|  | Siroccopteryx |
|  |               |
|  | Tropeognathus |
|  |               |

|  | Mythunga    |
|  |             |
|  | Ferrodraco  |
|  |             |
|  | Thapunngaka |
|  |             |

|  | Coloborhynchus                                                  |
|  |                                                                 |
|  | \| \| Nicorhynchus \| \| \| \| \| \| Uktenadactylus \| \| \| \| |
|  |                                                                 |
|  | Nicorhynchus                                                    |
|  |                                                                 |
|  | Uktenadactylus                                                  |
|  |                                                                 |

|  | Nicorhynchus   |
|  |                |
|  | Uktenadactylus |
|  |                |

|  | Coloborhynchus                                                  |
|  |                                                                 |
|  | \| \| Nicorhynchus \| \| \| \| \| \| Uktenadactylus \| \| \| \| |
|  |                                                                 |
|  | Nicorhynchus                                                    |
|  |                                                                 |
|  | Uktenadactylus                                                  |
|  |                                                                 |

|  | Nicorhynchus   |
|  |                |
|  | Uktenadactylus |
|  |                |

|  | Caulkicephalus |
|  |                |
|  | Guidraco       |
|  |                |
|  | Ludodactylus   |
|  |                |

|  | Liaoningopterus                                                 |
|  |                                                                 |
|  | \| \| Cearadactylus \| \| \| \| \| \| Maaradactylus \| \| \| \| |
|  |                                                                 |
|  | Anhanguera                                                      |
|  |                                                                 |
|  | Cearadactylus                                                   |
|  |                                                                 |
|  | Maaradactylus                                                   |
|  |                                                                 |

|  | Cearadactylus |
|  |               |
|  | Maaradactylus |
|  |               |

|  | Caulkicephalus |
|  |                |
|  | Guidraco       |
|  |                |
|  | Ludodactylus   |
|  |                |

|  | Liaoningopterus                                                 |
|  |                                                                 |
|  | \| \| Cearadactylus \| \| \| \| \| \| Maaradactylus \| \| \| \| |
|  |                                                                 |
|  | Anhanguera                                                      |
|  |                                                                 |
|  | Cearadactylus                                                   |
|  |                                                                 |
|  | Maaradactylus                                                   |
|  |                                                                 |

|  | Cearadactylus |
|  |               |
|  | Maaradactylus |
|  |               |

|  | Siroccopteryx |
|  |               |
|  | Tropeognathus |
|  |               |

|  | Mythunga    |
|  |             |
|  | Ferrodraco  |
|  |             |
|  | Thapunngaka |
|  |             |

|  | Siroccopteryx |
|  |               |
|  | Tropeognathus |
|  |               |

|  | Mythunga    |
|  |             |
|  | Ferrodraco  |
|  |             |
|  | Thapunngaka |
|  |             |

|  | Coloborhynchus                                                  |
|  |                                                                 |
|  | \| \| Nicorhynchus \| \| \| \| \| \| Uktenadactylus \| \| \| \| |
|  |                                                                 |
|  | Nicorhynchus                                                    |
|  |                                                                 |
|  | Uktenadactylus                                                  |
|  |                                                                 |

|  | Nicorhynchus   |
|  |                |
|  | Uktenadactylus |
|  |                |

|  | Coloborhynchus                                                  |
|  |                                                                 |
|  | \| \| Nicorhynchus \| \| \| \| \| \| Uktenadactylus \| \| \| \| |
|  |                                                                 |
|  | Nicorhynchus                                                    |
|  |                                                                 |
|  | Uktenadactylus                                                  |
|  |                                                                 |

|  | Nicorhynchus   |
|  |                |
|  | Uktenadactylus |
|  |                |

|  | Caulkicephalus |
|  |                |
|  | Guidraco       |
|  |                |
|  | Ludodactylus   |
|  |                |

|  | Liaoningopterus                                                 |
|  |                                                                 |
|  | \| \| Cearadactylus \| \| \| \| \| \| Maaradactylus \| \| \| \| |
|  |                                                                 |
|  | Anhanguera                                                      |
|  |                                                                 |
|  | Cearadactylus                                                   |
|  |                                                                 |
|  | Maaradactylus                                                   |
|  |                                                                 |

|  | Cearadactylus |
|  |               |
|  | Maaradactylus |
|  |               |

|  | Caulkicephalus |
|  |                |
|  | Guidraco       |
|  |                |
|  | Ludodactylus   |
|  |                |

|  | Liaoningopterus                                                 |
|  |                                                                 |
|  | \| \| Cearadactylus \| \| \| \| \| \| Maaradactylus \| \| \| \| |
|  |                                                                 |
|  | Anhanguera                                                      |
|  |                                                                 |
|  | Cearadactylus                                                   |
|  |                                                                 |
|  | Maaradactylus                                                   |
|  |                                                                 |

|  | Cearadactylus |
|  |               |
|  | Maaradactylus |
|  |               |